# Colli Aniene
Colli Aniene är en sportklubb från stadsdelen Colli Aniene, Rom, Italien, mest känd för sin volleybollsektion.
Klubben gick under några år i slutet av 1980-talet och början av 1990-talet från att vara ett lokalt lag i serie C2 till att spela på elitnivå i serie A1 (den högsta serien) där de debuterade säsongen 1991-1992. I Italien lyckades de som bäst bli trea i serien På Europanivå vann de CEV Cup (numera CEV Challenge Cup) både 1992-1993 och 1996-1997. Efter att klubben lämnade serie A1 efter säsongen 1998-1999 dröjde det tills säsongen 2021-2022 och Roma Volley Club innan en klubb från Rom spelade i högsta serien på damsidan.
Klubben använde under åren som elitklubb flera namn:
- Cavagrande Roma 1998/99 - 1998/99
- Magna Carta Roma 1997/98 - 1997/98
- Gierre Roma 1996/97 - 1996/97
- Alpam Roma 1995/96 - 1995/96
- Fincres Roma 1992/93 - 1994/95
- Unibit Roma 1991/92 - 1991/92
- Colli Aniene Roma 1990/91 - 1990/91